# KZ Wittmoor
Koordinaten: 53° 41′ 54″ N, 10° 3′ 13″ O

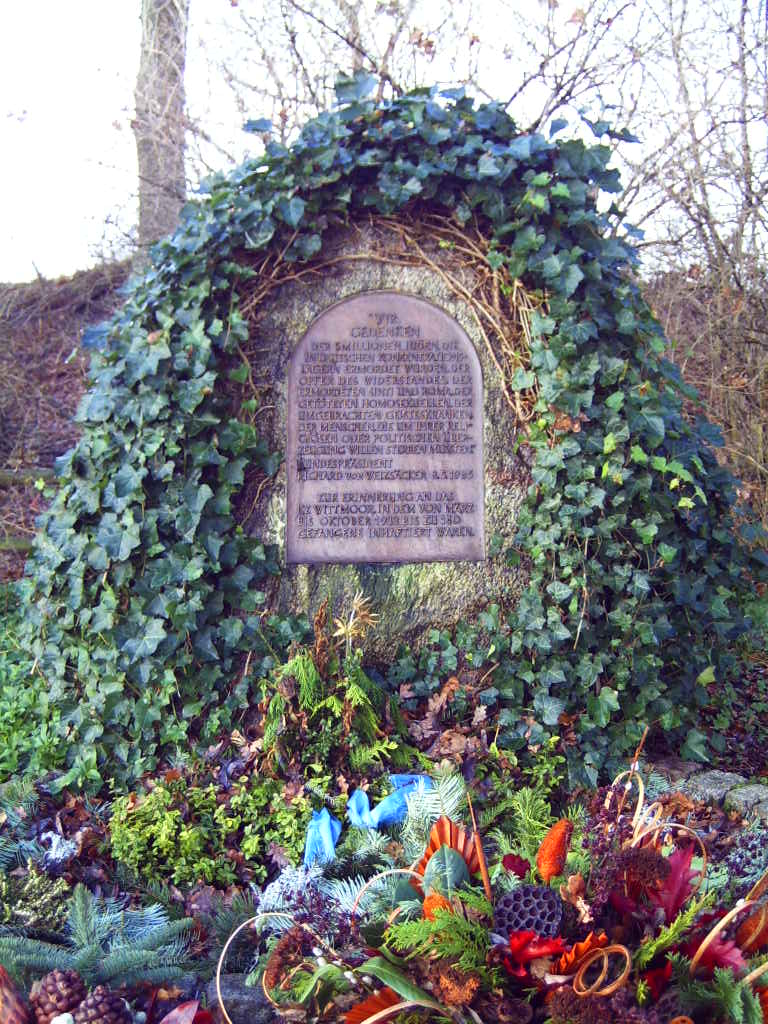
Der Gedenkstein am Fuchsmoorweg

Das KZ Wittmoor war eines der ersten deutschen Konzentrationslager und bestand vom 10. April 1933 bis zum Oktober 1933.

## Geschichte
Bereits am 31. März 1933 wurde in der Gemeinde Glashütte (seit 1970 ein Stadtteil Norderstedts) die Einrichtung eines der ersten Konzentrationslager der Nationalsozialisten angeordnet. Auf dem Gelände einer stillgelegten Torfverwertung im nahegelegenen Wittmoor sollten politische Gegner des Nationalsozialismus – mehrheitlich Mitglieder der KPD (darunter der ehemalige Bürgerschaftsabgeordnete Alfred Levy), aber auch der SPD, der SAPD und der Zeugen Jehovas – sowie einige Homosexuelle und Transvestiten durch harte Arbeit „umerzogen“ werden. Am 10. April 1933 wurden die ersten 20 Gefangenen hinter Stacheldraht eingesperrt. Deren Aufgabe war es, die verfallenen Gebäude notdürftig herzurichten. Im September 1933 war mit 140 Inhaftierten eine Maximalbelegung des Lagers verzeichnet. Die Gefangenen wurden in Torfgewinnung und Moorkultivierung eingesetzt.
Ursprünglich war daran gedacht, 800 Häftlinge unterzubringen. Dafür war das Gelände zu klein; auch waren die Unterkünfte nicht winterfest. Dem Reichsstatthalter Karl Kaufmann war angeblich die Behandlung der Gefangenen „zu lasch“. Tatsächlich gab es während der Bewachung durch Polizeibeamte und Hilfspolizisten keine nennenswerten Übergriffe. Aber schon die Existenz des Lagers wirkte einschüchternd und im Volksmund hieß es: „Lieber Gott, mach mich stumm, dass ich nicht nach Wittmoor kumm!“ 
Im Zuge der Vereinheitlichung des Systems der Konzentrationslager unter der Führung der SS wurde das Lager auf Anordnung des Justizsenators Curt Rothenberger geschlossen, am 17. Oktober 1933 vollständig geräumt und die Häftlinge in das Konzentrationslager Hamburg-Fuhlsbüttel (Kola-Fu – Justizvollzugsanstalt Fuhlsbüttel) verlegt.

## Gedenkstätten

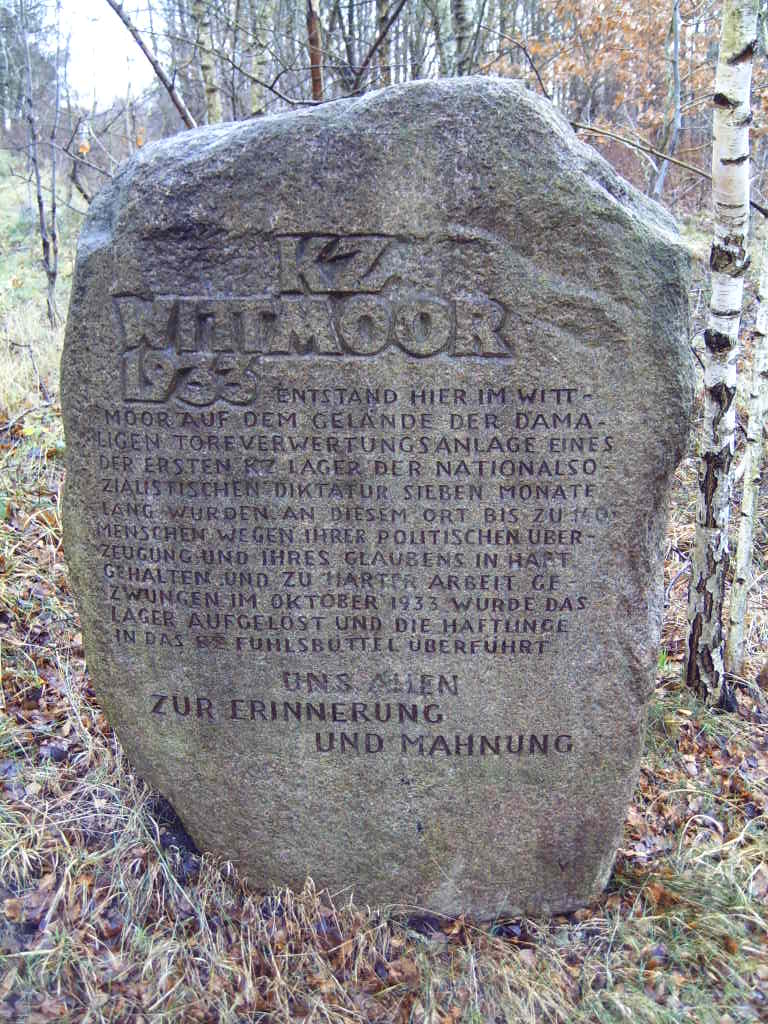
Der Gedenkstein am Bilenbarg

Zur Erinnerung an die Häftlinge errichtete die Stadt Hamburg (Ortsausschuss Hamburg-Walddörfer) 1986 einen Gedenkstein an der Ecke Bilenbarg/Am Moor (→Lage); 1987 folgte die Stadt Norderstedt mit einem Gedenkstein am Fuchsmoorweg (→Lage). In diesen Stein sind Auszüge eingraviert aus der Rede Zum 40. Jahrestag der Beendigung des Krieges in Europa und der nationalsozialistischen Gewaltherrschaft, die Richard von Weizsäcker am 8. Mai 1985 vor dem deutschen Bundestag gehalten hat. Am Fuchsmoorweg finden seit Jahren auch die Gedenkveranstaltungen statt. Bereits mehrfach wurde die Erinnerungstafel an der KZ-Gedenkstätte Wittmoor am Fuchsmoorweg in Glashütte mutwillig beschädigt, zuletzt 2003.
Seit 1999 bittet der Norderstedter Verein „Chaverim – Freundschaft mit Israel e. V.“ (offiziell anerkannter Kulturträger der Stadt Norderstedt) jeweils zum Holocaust-Gedenktag am 27. Januar und zum Jahrestag der Reichspogromnacht am 9. November zu Gedenkzeiten mit Kranzniederlegung an die KZ-Gedenkstätte Wittmoor im Fuchsmoorweg. Damit ehrt der Verein unter Beteiligung von Persönlichkeiten aus Politik, Stadtverwaltung und Gesellschaft und des VVN die sechs Millionen im Holocaust von Nazi-Deutschland ermordeten europäischen Juden und weitere Opfer des Regimes, darunter Roma und Sinti und politisch Verfolgte. Außerdem initiierte der Verein Chaverim das Pflanzen von Bäumen und Blumen zum Gedenken an die Opfer. Zum 75. Jahrestag des KZ Wittmoor wurde am 31. März 2008 eine Informationstafel an der KZ-Gedenkstätte am Fuchsmoorweg aufgestellt. Im Jahr 2009 errichtete der Verein Chaverim mit Unterstützung der Stadt Norderstedt eine Gedenkstele mit Inschrift am Ort des ehemaligen KZs an der Bundesstraße 432 (Segeberger Chaussee 310, →Lage).